# Graton
Graton és una població dels Estats Units a l'estat de Califòrnia. Segons el cens del 2000 tenia 1.815 habitants.

## Demografia
Segons el cens del 2000, Graton tenia 1.815 habitants, 690 habitatges, i 442 famílies. La densitat de població era de 449,2 habitants/km².
Dels 690 habitatges en un 30,9% hi vivien nens de menys de 18 anys, en un 49,1% hi vivien parelles casades, en un 10% dones solteres, i en un 35,9% no eren unitats familiars. En el 27,5% dels habitatges hi vivien persones soles el 8,8% de les quals corresponia a persones de 65 anys o més que vivien soles. El nombre mitjà de persones vivint en cada habitatge era de 2,6 i el nombre mitjà de persones que vivien en cada família era de 3,21.
Per edats la població es repartia de la següent manera: un 24,3% tenia menys de 18 anys, un 8,2% entre 18 i 24, un 26% entre 25 i 44, un 31% de 45 a 60 i un 10,5% 65 anys o més.
L'edat mediana era de 40 anys. Per cada 100 dones de 18 o més anys hi havia 93,8 homes.
La renda mediana per habitatge era de 48.750 $ i la renda mediana per família de 56.944 $. Els homes tenien una renda mediana de 45.179 $ mentre que les dones 43.021 $. La renda per capita de la població era de 21.844 $. Entorn del 4% de les famílies i el 10,5% de la població estaven per davall del llindar de pobresa.

## Poblacions més properes
El següent diagrama mostra les poblacions més properes.